# Pamela Fryman
Pamela Gail Fryman (* 19. srpna 1959 Filadelfie) je americká sitcomová režisérka a producentka. Nejvíce ji proslavil seriálový hit Jak jsem poznal vaši matku, vysílaný na stanici CBS mezi lety 2005–⁠2014. Režírovala 196 z 208 dílů tohoto seriálu.

## Kariéra
Kariéru televizní režisérky a producentky začala v roce 1988. Nejslavnějšími filmy a seriály, které režírovala, jsou:
- Třeba mě sežer (Just Shoot Me!), 1997–2003[1]
- Happy family (2003–2004)
- Jak jsem poznal vaši matku (How I Met Your Mother), 2005–⁠2014